# انفجار أشعة غاما 971214

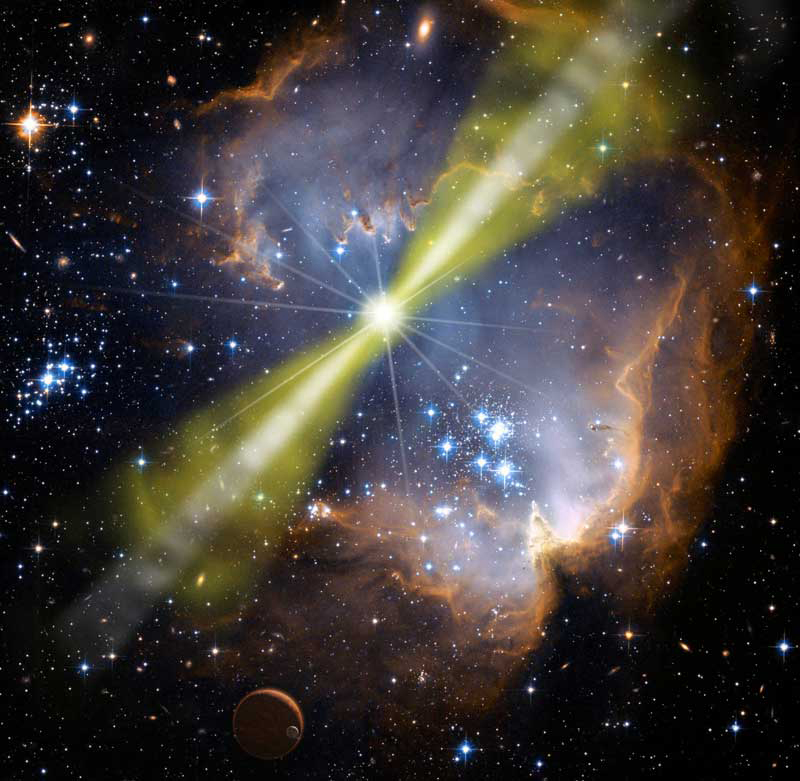
رسم توضيحي مبني على الحقائق العلمية لإنفجار أشعة غاما، حيث تنطلق نفاثتي البلازما ذات الطاقة العالية من النجم المنفجر.

انفجار أشعة غاما  في علم الفلك (بالإنجليزية: GRB 971214 أو (1SAX J1156.4+6513))
هو انفجار لأحد النجوم صدر عنه أشعة غاما وشوهد هذا الحدث عام 1997م. التسمية GRB 971214 هي اختصار ل Gamma-Ray Burst ولتاريخ مشاهدة الانفجار في 14/12/97. قُدِّر بُعد هذا الانفجار عن الأرض بنحو 12 مليار سنة ضوئية.
اعتقد بعض العلماء للوهلة الأولى أن هذا الحدث هو أشد تلك الأحداث الكونية، ولكن المشاهدات التي أجريت بعد ذلك أثبتت غير ذلك. ففي عام 1998م، اعتقد العالم جورج دجورجوفسكي أن هذا الانفجار أطلق طاقة مهولة تُعادل شدتها الطاقة الناتجة من عدة مئات من مستعرات عظمى، أو ما تنتجه مجرتنا عبر مئات السنين. ولكن تحقق بعد ذلك بأن مشاهدة (رصد) تلك الطاقة الهائلة سببه أن الطاقة الخارجة من النجم عند الانفجار كانت مُسددة (مُصوبة) بإتجاه مجموعتنا الشمسية، ولم تنطلق موزعة بنفس الشدة من النجم في جميع الإتجاهات.
إذا كانت طاقة الانفجار قد إنطلقت في صور نفاث ذو فتحة تقدر بعدة درجات زاويّة فقط لكانت الطاقة الصادرة من النجم أقل بآلاف المرات. وقد رُصد الوهيج المتعقب من الأشعة السينية ومن المجرة المُضيفة للنجم المنفجر بواسطة مرصد بيبوساكس BeppoSAX وكذلك مرصد كيك وتبين أن إنزياحهما الأحمر يُقدَّر ب z=3.4.

## أقوال

صورة فنية مستوحاة [[انفجار أشعة غاما 080319B|للانفجار أشعة غاما 080319ب]] مبنية على الحقائق العلمية.

- «خلال ثانية أو ثانيتين كان هذا الانفجار أشد لمعانا من جميع نجوم السماء» (جورج دجورغوفسكي)
- "في منطقة تبلغ مئة ميل مربع حدث انفجار يشابه الكون عند نشأته بعد 1/1000 ثانية من الانفجار العظيم (جورج دجورغوفسكي)

ولكن اتضح بعد ذلك أن الطاقة المنطلقة من النجم المنفجر كانت مسددة في اتجاه الأرض. 
اعتقد دجورغوفسكي أولا أن الطاقة كانت موزعة بالتساوي من النجم في جميع الاتجاهات مما أدت إلى تلك الحسبة البالغة الغير عادية. ولكننا نعرف اليوم عن ذلك الانفجار ومن انفجارات أخرى مماثلة أن الطاقة الصادرة منها لا تزيد كثيرا عن ما ينتجه مستعر أعظم كبير، والاختلاف هو كونها مصوبة في هيئة نافورة في اتجاه معين.
وبصرف النظر عن عدم دقة ما قاله دجورغوفسكي فقد خرجت وسائل الإعلام ووصفت الانفجار GRB 971214 بأنه «الانفجار العظيم الثاني».

## اقرأ أيضاً
- انفجار أشعة غاما 080319ب
- انفجار أشعة جاما 221009
- انفجار أشعة غاما 090423
- انفجار أشعة غاما 970228
- انفجار أشعة غاما 980425
- قائمة انفجارات أشعة غاما
- مصدر أشعة إكس فائق التألق
- مستعر RS Ophiuchi
- مجرة إهليجية
- مجرة حلزونية
- مجرة محدبة
- نجم
- احداثيات المجرة
- قزم أبيض
- عملاق أحمر
- الانفجار العظيم
- خط زمني للانفجار العظيم
- نجم نيوتروني
- ثقب أسود

## وصلات خارجية
- Gamma-Ray Burst Found to be Most Energetic Event in Universe (HubbleSite)
- موقع «الكون» في الإنترنت